# Notodiaptomus jatobensis
Notodiaptomus jatobensis is een eenoogkreeftjessoort uit de familie van de Diaptomidae. De wetenschappelijke naam van de soort is voor het eerst geldig gepubliceerd in 1936 door Wright S..